# Antoine de Romanet de Beaune
Antoine Pierre Louis Marie de Romanet de Beaune (Le Mans, Sarthe, 25 de octubre de 1962) es un obispo católico francés. Desde el 28 de junio de 2017 se desempeña como ordinario militar de Francia.

## Biografía
Los orígenes conocidos de la familia Romanet se remontan al siglo XIII. Los Romanet fueron, primero curtidores en Eymoutiers, en Limosín, y luego propietarios agrícolas. Fueron ennoblecidos por Luis XIV en 1644.
Es hijo de Luc de Romanet de Beaune, abogado y exalcalde de Saint-Martin-du-Vieux-Bellême y de Anne-Marie Lafont, hermana de Emmanuel Lafont, y prima de Bruno Lafont, ex director general de LafargeHolcim, y Jean-Philippe Taslé d'Heliand, presidente del banco Oddo BHF.
Su hermano mayor es Augustin de Romanet de Beaune, director general del grupo ADP. Su hermano menor, Louis de Romanet de Beaune, es sacerdote de la orden de canónigos regulares de San Víctor. Su hermana Jeanne-Marie es una monja benedictina de Montmartre. Otra de sus hermanas es Roseline de Romanet de Beaune, ex monja benedictina de Montmartre, licenciada en teología y enfermera de cuidados paliativos.
Romanet de Beaune estudió en el colegio Saint-Grégoire de Tours y luego en el liceo Montaigne de París. En 1983 obtuvo un diploma en la sección de servicio público en el Instituto de Estudios Políticos de París. En 1984 se licenció en Derecho en la Universidad de París 1 Panthéon-Sorbonne. Entre 1986 y 1987, en el marco de su servicio nacional, trabajó en El Cairo como asistente del agregado comercial de la embajada de Francia. En 1988 ingresó en el seminario mayor de París para realizar un año de propedéutica. En 1989 recibió un doctorado en ciencias económicas, en el Instituto de Estudios Políticos de París. En 1992 ingresó en el seminario francés de Roma donde siguió el ciclo de teología. En 1996 obtuvo la licencia en teología moral en la Pontificia Universidad Gregoriana.
Fue ordenado sacerdote para la arquidiócesis de París el 24 de junio de 1995. Desde entonces ha ejercido diferentes ministerios, primero como vicario de la Iglesia Nuestra Señora de la Asunción y capellán del colegio Molière en el distrito 16 entre 1996 y 2000, luego como capellán general del Collège Stanislas de 2000 a 2002.
Fue miembro del Comité Asesor para la Protección de las Personas en la Investigación Biomédica (CCPPRB) de Paris Saint-Antoine de 1997 a 2002. De 2002 a 2010 fue párroco de la parroquia de Saint-Louis-de-France en Washington y capellán del instituto de Rochambeau.
A su regreso a Francia, fue nombrado párroco de Auteuil en París y, desde 2014, decano del decanato de Auteuil. También fue codirector del departamento de Política y Religión del centro de investigación del Collège des Bernardins de París y profesor de moralidad social en el seminario Saint-Sulpice de Issy-les-Moulineaux.
Durante la reunión plenaria de la Conferencia de Obispos de Francia en marzo de 2017, fue designado, por el consejo permanente, secretario general adjunto de esta misma conferencia para asumir el cargo en septiembre siguiente.
Es miembro de la Academia Católica de Francia y de la Academia de Ciencias de Ultramar.
El 28 de junio de 2017, el Papa Francisco lo nombró obispo de la diócesis de las Fuerzas Armadas Francesas. Su ordenación episcopal tuvo lugar el 10 de septiembre en la Catedral de Notre Dame de París, siendo consagrado por el Cardenal André Vingt-Trois, arzobispo de París. La misa se retransmitió en directo por el canal de televisión KTO.

## Honores y reconocimientos
- Oficial de la Orden Nacional del Mérito
- Capellán Gran Cruz de Justicia de la Sagrada Orden Militar Constantiniana de San Jorge